# Parfum exotique
Parfum exotique est un poème de Charles Baudelaire paru en 1857 dans Les Fleurs du mal, dans la section « Spleen et Idéal ».
Ce poème aurait été inspiré à l'auteur par son voyage aux Mascareignes, mais aussi par sa liaison avec Jeanne Duval.
Il s'agit d'un sonnet écrit en alexandrins ; il est régulier car les deux quatrains sont de forme ABBA (rimes embrassées) et les deux tercets de forme CCDEDE (rimes croisées).